# Ophidion scrippsae
Ophidion scrippsae — вид риб родини Ошибневих (Ophidiidae). Поширений у східній Пацифіці від Пойнт-Аргуельо у Каліфорнії, США, до Баха-Каліфорнія. Морська субтропічна демерсальна риба, що сягає 28 см довжиною. Поширений від берега на 110 м, найчастіше на піщаному дні на глибині 2,7-7 м. Філогенетичний індекс різноманітності PD50 = 0.5000.